# Gudrun Vaupel
Gudrun Vaupel (* 23. Mai 1941) ist eine deutsche Synchronsprecherin und Schauspielerin.

## Karriere
1965 spielte Vaupel unter der Regie von Robert A. Stemmle in dem Fernsehfilm Kubinke mit. 1978 stand sie bei dem Film Schwarz und weiß wie Tage und Nächte (Regie: Wolfgang Petersen) vor der Kamera. In der Zeichentrickserie Die Simpsons sprach sie in der ersten Staffel Patty Bouvier, eine der beiden Schwestern von Marge Simpson, und lieh bis zum Ende der vierten Staffel Edna Krabappel ihre Stimme. Außerdem ist sie die Standard-Synchronstimme von Goldie Hawn.
Im Jahr 2008 wurde durch einen Bericht in der Münchener Abendzeitung öffentlich bekannt, dass Gudrun Vaupel an einer fortgeschrittenen unheilbaren Krebserkrankung leidet.

## Filmografie

### Schauspielerin
- 1966: Kubinke
- 1966: Wie lernt man Mädchen kennen…?
- 1968: Der Tod des Handlungsreisenden
- 1972: Die Klosterschülerinnen
- 1972: Robbi, Tobbi und das Fliewatüüt
- 1978: Schwarz und weiß wie Tage und Nächte

### Synchronsprecherin
- 1943: Für Gladys Cooper in Auf ewig und drei Tage als Mrs. Barringer (Synchronisation 1993)
- 1959: Für Claire Gordon in Kein Pardon für Terry als Sadie MacDougall (Synchronisation 1969)
- 1968: Für Sharon Tate in Rollkommando als Freya Carlson
- 1969: Für Goldie Hawn in Die Kaktusblüte als Toni Simmons
- 1970: Für Goldie Hawn in Ein Mädchen in der Suppe als Marion
- 1971: Für Goldie Hawn in Der Millionenraub als Dawn Divine
- 1972: Für Goldie Hawn in Schmetterlinge sind frei als Jill Tanner
- 1975: Für Goldie Hawn in Shampoo als Jill
- 1976: Für Goldie Hawn in Wer schluckt schon gern blaue Bohnen? als Ama Quaid / Herzogin Swansbury
- 1978: Für Goldie Hawn in Eine ganz krumme Tour als Gloria Mundy
- 1980: Für Goldie Hawn in Fast wie in alten Zeiten als Glenda Gardenia Parks
- 1980: Für Goldie Hawn in Schütze Benjamin als Judy Benjamin
- 1982: Für Goldie Hawn in Zwei dicke Freunde als Paula McCullen
- 1984: Für Goldie Hawn in Protocol – Alles tanzt nach meiner Pfeife als Sunny Davis
- 1984: Für Goldie Hawn in Swing Shift – Liebe auf Zeit als Kay Walsh
- 1986: Für Goldie Hawn in American Wildcats als Molly McGrath
- 1987: Für Goldie Hawn in Overboard – Ein Goldfisch fällt ins Wasser als Joanna Stayton/Annie Proffitt
- 1990: Für Goldie Hawn in Ein Vogel auf dem Drahtseil als Marianne Graves
- 1991: Für Goldie Hawn in Criss Cross – Überleben in Kay West als Tracy Cross
- 1992: Für Goldie Hawn in Housesitter – Lügen haben schöne Beine als Gwen Phillips
- 1992: Für Goldie Hawn in Der Tod steht ihr gut als Helen Sharp
- 1993: Für Rutanya Alda in Stephen Kings Stark als Miriam Cowley
- 1996: Für Goldie Hawn in Der Club der Teufelinnen als Elise Elliot
- 1999: Für Goldie Hawn in Schlaflos in New York als Nancy Clark
- 2001: Für Goldie Hawn in Stadt, Land, Kuss als Mona Miller